# مژده اوزمان
مژده اوزمان (به ترکی استانبولی: Müjde Uzman) (زاده ۲۶ سپتامبر ۱۹۸۴، در استانبول) بازیگر اهل ترکیه است.

## حرفه
در سال ۲۰۰۱، او در مسابقه مدل Elite Model Look رتبه اول را کسب کرد. سپس به عنوان مجری و وی جی در کانال‌های موسیقی مشغول به کار شد.
این بازیگر که از سال ۱۳۸۷ با مجموعه تلویزیونی " پارامپارچا عشکلار " (Paramparça Aşklar) بازیگری را آغاز کرد، در سال ۱۳۸۹ در سریال‌های " بازار سرپوشیده " Kapalı Çarşı و " عشق یک خیال " (Aşk Bir Hayal) به عنوان بازیگر مهمان حضور یافت. سپس در گروه بازیگران سریال‌های تلویزیونی مانند راهزن بر جهان حکومت نمی‌کند (Eşkıya Dünyaya Hükümdar Olmaz), قرن باشکوه (Muhteşem Yüzyıl) و عشق اجاره ای (Kiralık Aşk) شرکت کرد. در نهایت، او نقش ستوان یکم Funda Turaç را در سریال تلویزیونی جنگجو (Savaşçı) و شربت زغال اخته (Kızılcık Şerbeti) بازی کرد.
| تلویزیون  | تلویزیون                   | تلویزیون                    | تلویزیون     |
| سال       | تولید                      | نقش                         | یادداشت      |
| --------- | -------------------------- | --------------------------- | ------------ |
| ۲۰۰۸      | عشق‌های شکسته               | نیل                         |              |
| ۲۰۱۰      | توقف اقاقیا                | اوزگه                       |              |
| ۲۰۱۰      | بازار بزرگ                 |                             | بازیگر مهمان |
| ۲۰۱۰      | عشق یک رویاست              |                             | بازیگر مهمان |
| ۲۰۱۰      | هلیل ابراهیم سفراسی        | مژگان                       | بازیگر مهمان |
| ۲۰۱۱      | من عاشق بچه بودم           | عمیق                        |              |
| ۲۰۱۳      | قرن باشکوه                 | آرمین هاتون                 |              |
| ۲۰۱۳      | فاتح                       | دیلیار                      |              |
| ۲۰۱۳      | ۲۰ دقیقه                   | کلاغ سیاه                   |              |
| ۲۰۱۵–۲۰۱۶ | راهزن بر جهان حکومت نمی‌کند | نازلی مریک                  |              |
| ۲۰۱۶–۲۰۱۷ | عشق اجاره‌ای                | سدا برنسل                   |              |
| ۲۰۱۸      | گناهان پدرم                | زمرد                        |              |
| ۲۰۱۸–۲۰۱۹ | جنگنده                     | خلبان ستوان یکم فوندا توراچ |              |
| ۲۰۲۲      | همه چیز دربارهٔ ازدواج      | یاسمین اوزدمیرلر            | بازیگر مهمان |
| ۲۰۲۲-     | شربت زغال اخته             | شعله ارسلان                 |              |
| سینما     |                            |                             |              |
| سال       | تولید                      | نقش                         | یادداشت      |
| ۲۰۰۸      | رجب ایودیک ۲               | افسر                        |              |
| ۲۰۱۴      | بیایید امیدوار باشیم       | خانم عوضی                   |              |
| ۲۰۲۲      | سهام دوست                  |                             |              |
| ۲۰۲۳      | کاربوی مقدس ۴              | مروارید                     |              |
| ۲۰۲۳      | زندگی غیرقانونی            | چیز                         |              |
| ۲۰۲۳      | برای خانم‌ها                |                             |              |

## جوایز و نامزدها
| سال  | مراسم اهدای جایزه                     | دسته‌بندی          | منبع | نتیجه |
| ---- | ------------------------------------- | ----------------- | --- | ----- |
| ۲۰۲۱ | ۷. جوایز زیبایی و مراقبت شخصی Watsons | جایزه بهترین پوست | style="background: #9EFF9E; color: #000; vertical-align: middle; text-align: center; " class="yes table-yes2 notheme"\|برنده |       |